# Millefleurs

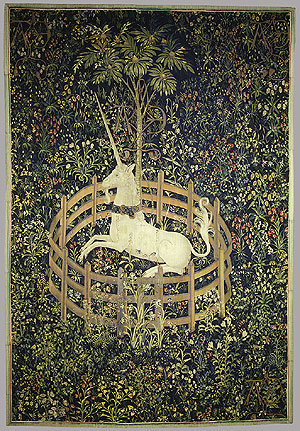
Einhorn im Gehege – Tapisserie, zwischen 1495 und 1505

Millefleurs (internationaler Sprachgebrauch; aus franz. mille fleurs „tausend Blumen“), im Deutschen auch Streublumen, ist die Bezeichnung eines charakteristischen ornamentalen Dekors, das für Wandteppiche der Spätgotik, d. h. an der Wende vom 15. zum 16. Jahrhundert, entworfen worden ist. Die Hauptmanufaktur für die Millefleurs-Teppiche wird in Tournai vermutet, das zum damals kulturell führenden Herzogtum Burgund gehörte und ein bedeutendes Zentrum des Tuchhandels sowie der Anfertigung von hochwertigen Textilien war. Auch dem Loire-Gebiet wird eine wichtige Millefleurs-Produktion zugeschrieben.
Im Millefleurs-Dekor ist eine säkulare oder allegorisch-religiöse Szenerie mit einer Vielzahl an Pflanzen, meist Blumen, ausgefüllt. Als herausragendes Beispiel dafür gilt der sechsteilige Wandbehang Die Dame mit dem Einhorn im Musée national du Moyen Âge in Paris. Auch bei anderen bildlichen Darstellungen wie in der Tafelmalerei oder bei Illustrationen von Handschriften (Illuminationen) waren während der Gotik Ornamente zur Gliederung des noch nicht perspektivisch entwickelten Hintergrundes üblich. Aufgebracht wurden neben stilisierten Pflanzen und Ranken auch Rosetten oder Sterne, goldfarben auf einer roten oder blauen Fläche und umgekehrt (vgl. etwa das französische Lilienbanner). Oft stellt die Szenerie ein Marienmotiv und einen Garten (Maria im Rosengarten oder im Paradiesgärtlein) dar. Die Bemusterung mit Blumen steht dann als Mariensymbolik im Zusammenhang mit dem aus der Interpretation des Hohen Liedes, 4.12 („Ein verschlossener Garten ist meine Schwester Braut, ein verschlossener Garten, ein versiegelter Quell“) abgeleiteten Motiv des Hortus conclusus.
Millefleurs hat als Musterung mit vielen kleinen, gleichmäßig oder uneinheitlich verteilten Blumen auch für andere Stoffe (Gobelins, Tapeten) und Objekte (Keramik, Millefiori-Glaskunst der Fratelli Toso) Anwendung gefunden. Insbesondere in der zweiten Hälfte des 18. Jahrhunderts war das Dekor wieder weit verbreitet. Noch heute bietet der Handel Reproduktionen historischer Millefleurs-Wandteppiche an.